# 2630 Гермод
2630 Гермод (2630 Hermod) — астероїд головного поясу, відкритий 14 жовтня 1980 року.
Тіссеранів параметр щодо Юпітера — 3,217.